# دييغو ألبادورو
دييغو ألبادورو (بالإيطالية: Diego Albadoro)‏ (26 فبراير 1989 بنابولي في إيطاليا - ) هو لاعب كرة قدم إيطالي في مركز الهجوم. لعب مع نادي باري وGiugliano Calcio 1928 ‏ وFC Matera ‏ وBrindisi FC ‏ ويوفي ستابيا.

## روابط خارجية
- دييغو ألبادورو على موقع قاعدة بيانات كرة القدم.إي يو (الإنجليزية)
- دييغو ألبادورو على موقع Soccerway.com (الإنجليزية)